# Heller Wasserkunst
Als Heller Wasserkunst wird eine Wasserkunst am Birnbaumbach und Hellergrundbach bezeichnet. Mit den Künsten wurde ein Pochwerk betrieben. Sämtliche Teile der bergbaulichen Wasserwirtschaft, egal in welchem Zustand, wurden 1991 als Flächendenkmal unter Schutz gestellt – die Reste der Heller Wasserkunst stehen damit unter Denkmalschutz.

## Geschichte
Es ist nicht bekannt, wann die Anlagen errichtet wurden. Die Geschichte der Anlagen geht zurück bis in die Zeit um 1300. Zu dieser Zeit erhielten die Klöster Marienthal, Riddagshausen und Michaelstein Schürfrechte nach Erz im oberen Selketal, insbesondere „in loco qui Birbom vulgariter appelatur“ (an einem Ort, der gewöhnlich Birnbaum genannt wird). Zur Heller Wasserkunst gehörten neben drei Radkammern und mehreren Kunstgräben auch ein kleiner Kunstteich.

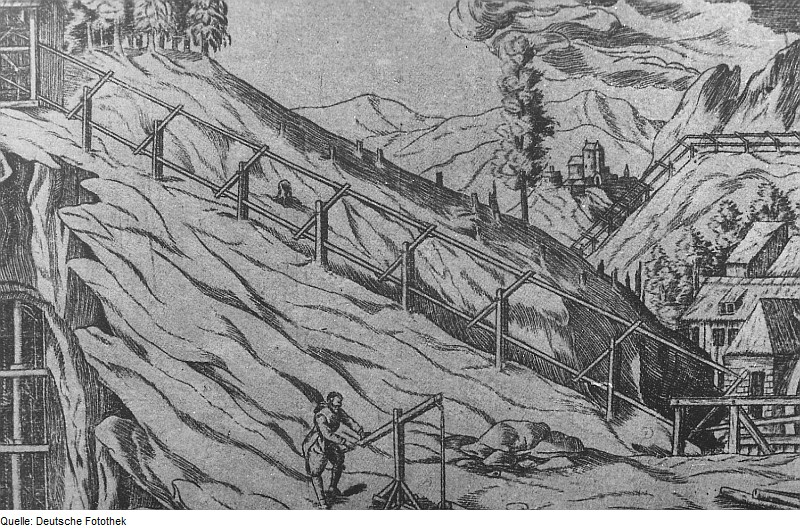
Feldgestänge zur Wasserhebung

Die Birnbaumschächte des anhaltischen Bergbaus sind 1536 in Betrieb genommen worden. Die Wasserräder der Heller Wasserkunst betrieben ein Pochwerk und übertrugen die Wasserkraft über ein einen Kilometer langes Feldgestänge auf die Pumpanlagen der Schächte.
Diese erwiesen sich immer wieder als anfällig. Zudem reichte die Kraft nicht, um die anfallenden Grubenwässer zu bewältigen. So wurde 1699 der höher gelegene Birnbaumteich errichtet. 1761–1762 wurde der Silberhütter Kunstgraben verlängert und erreichte über den Abschnitt Anhaltischer Graben den oberen Birnbaum. Ab 1865 war der tiefe Birnbaumstollen bis zum Meisebergschacht durchschlägig und verbesserte die Wasserlösung deutlich. Die Anlagen im Heller Grund verloren damit ihre Bedeutung.
Erhalten geblieben ist neben dem kleinen Kunstteich nur noch die Grube für das Pochwerk. Heute kennzeichnen mehrere Bergbautannen die Lage der Wasserkünste im Gelände.

## Kunstteich
Etwa 650 Meter unterhalb des Birnbaumteiches wird der Birnbaumbach im wohl namenlosen kleinen Kunstteich der Heller Wasserkunst erneut aufgestaut.
Hier hat der Bach einen linksseitigen Zufluss, den in den Teich mündenden Hellergrundbach. Der Teich ist weniger als 0,2 ha groß. Die Gründungshöhe ist unbekannt, die Kronenlänge des Teichdamms beträgt nur rund 44 Meter.
Der Erhaltungszustand des Teichs ist sehr schlecht. Der Damm hat Leckstellen und ist mit Büschen und Bäumen bewachsen.